# Монтагью (ЮАР)

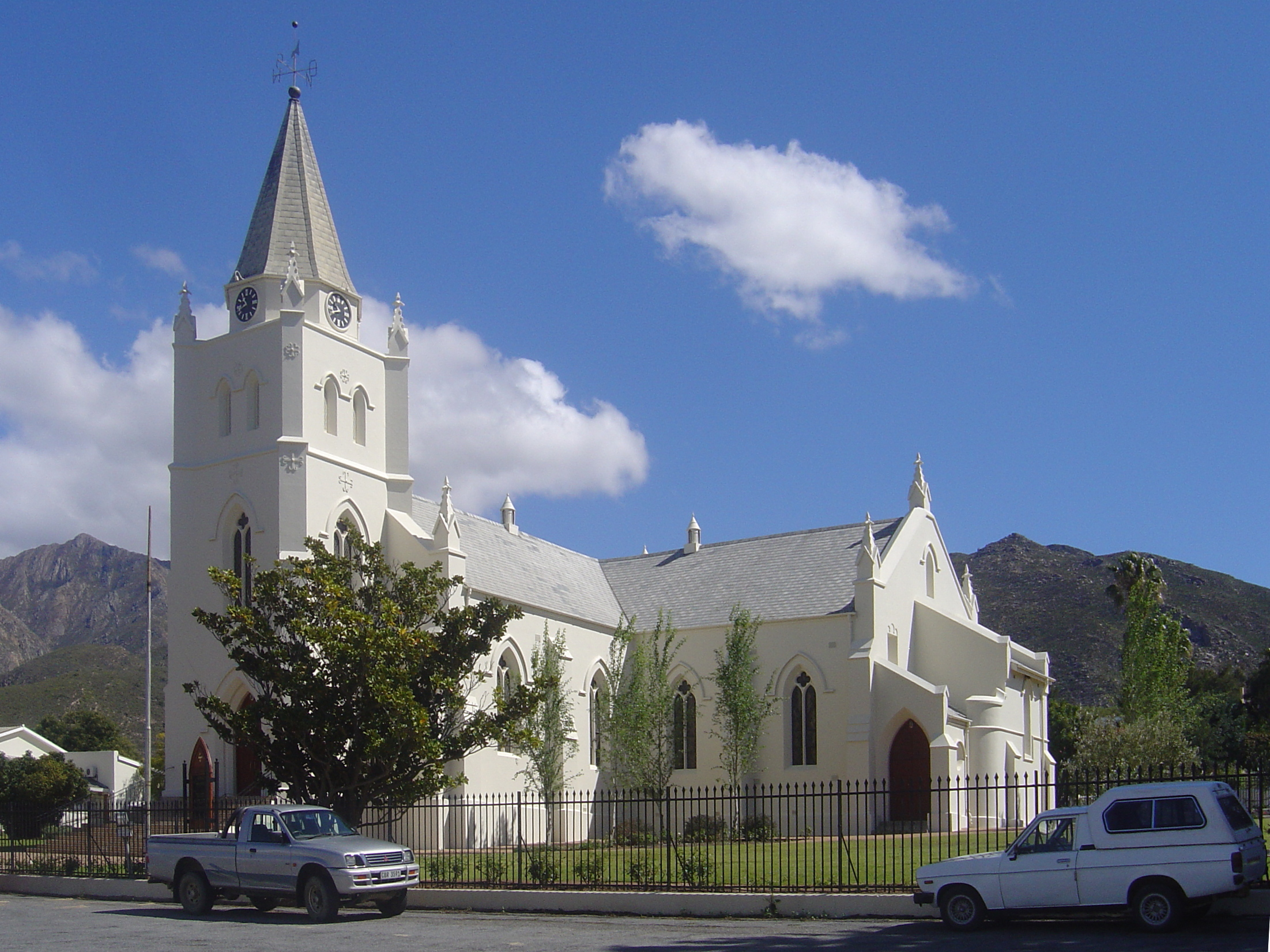
Голландская реформатская церковь в Монтагью.

Монтагью (англ. Montagu) — город в Западно-Капской провинции ЮАР, примерно в 180 км от Кейптауна на западе региона Канналанд. Назван в честь бывшего секретаря Капской колонии, Джона Монтагью (John Montagu). Ранее был известен под названием Ахтер-Кохманс-Клооф, африк. Agter Cogman’s Kloof (буквально «позади Кохманс-Клооф», так как овраг Кохмана — Cogman’s Kloof — находился между городом и железнодорожной станцией).
Расположен в месте слияния рек Кейзи (Keisie) и Кингна (Kingna), близ винодельческой долины Робертсон. Удобнее всего в город добраться по шоссе № 62.
Посёлок возник при ферме Ойтфлюхт, африк. Uitvlugt, буквально «убежище», в 1851 г. Прославился своими горячими минеральными источниками и живописными горными пейзажами. Также является сельскохозяйственным центром, где имеется множество фруктовых садов (персики, яблоки, груши, абрикосы) и виноградников.
Расположенные рядом скалы популярны среди скалолазов ЮАР. Над городом нависает пик Блоупюнт высотой 1266 м, на нём имеется несколько трасс для скалолазания, клуфинга (en:kloofing) и горного велосипеда (en:mountain biking). Это одно из лучших мест для скалолазания в Западно-Капской провинции, так как местные утёсы весьма разнообразны по степени сложности восхождения.
Здесь провёл свои последние годы писатель Френсис Бретт Янг (en:Francis Brett Young).